# Ручйово
Ручйо́во (рос. Ручьёво) — село у складі Кур'їнського району Алтайського краю, Росія. Входить до складу Казанцевської сільської ради.

## Населення
Населення — 205 осіб (2010; 231 у 2002).
Національний склад (станом на 2002 рік):
- росіяни — 95 %